# آنها کانده
آنها کانده (انگلیسی: Anhá Candé؛ زادهٔ ۱۳ اوت ۲۰۰۷) بازیکن فوتبال اهل گینه بیسائو  است که در حال حاضر برای باشگاه فوتبال پورتو بی بازی می‌کند.

## دوران باشگاهی
به عنوان یک بازیکن جوان، کانده به آکادمی جوانان باشگاه فوتبال پورتو پرتغال پیوست، جایی که او به عنوان یکی از مهم‌ترین بازیکنان این باشگاه در نظر گرفته می‌شد.

## سبک بازی
او عمدتا به عنوان یک مهاجم بازی می‌کند و با روملو لوکاکو، ملی‌پوش بلژیکی مقایسه شده است.